# Piñeira (Monforte de Lemos)
Piñeira (llamada oficialmente San Martiño de Piñeira) es una parroquia y una aldea española del municipio de Monforte de Lemos, en la provincia de Lugo, Galicia.

## Límites
Limita al norte con las parroquia de Vid y Monforte de Lemos, al este con Gullade, al sur con Guntín y Neiras y al oeste con Distriz.

## Organización territorial
La parroquia está formada por dieciséis entidades de población, constando nueve de ellas en el nomenclátor del Instituto Nacional de Estadística español:
- A Granxa
- A Recosta
- As Labradías
- Barxela (A Barxela)
- Bodegas (As Bodegas)
- Bosque (O Bosque)
- Campo (O Campo)
- Carballo (O Carballo)
- Casas de Baixo (As Casas de Abaixo)
- Iglesia (A Eirexe)
- Lagoa (A Lagoa)
- Lamas (As Lamas)
- Monte Pando
- Pereira
- Piñeira*
- Regueira (A Regueira)

## Demografía

### Parroquia
| Gráfica de evolución demográfica de Piñeira (parroquia) entre 2000 y 2020 |
|                                                                           |
| Datos según el nomenclátor publicado por el INE.                          |

### Aldea
| Gráfica de evolución demográfica de Piñeira (aldea) entre 2000 y 2020 |
|                                                                       |
| Datos según el nomenclátor publicado por el INE.                      |